# Bajofondo Tango Club
Bajofondo Tango Club – południowoamerykański zespół grający tango argentyńskie złożony z siedmiorga muzyków argentyńskich i urugwajskich, którego liderem jest Gustavo Santaolalla. Zespół bywa porównywany do Gotan Project ze względu na styl będący połączeniem akustycznego tanga i muzyki elektronicznej, niekiedy określany jako "Electrotango" lub "Tango Fusion". Muzyka grupy zawiera również elementy trip hopu, drum and bass i chill-outu.
Wydana w roku 2002 pierwsza płyta, Bajofondo Tango Club, cieszyła się sporym sukcesem.

## Skład zespołu
- Gustavo Santaolalla - kompozytor, gitara, instrumenty perkusyjne, produkcja
- Juan Campodónico - kompozytor, sekwencje/DJ set, produkcja
- Luciano Supervielle - kompozytor, fortepian, scratching, sekwencje/DJ set
- Martín Ferrés - bandoneón
- Verónica Loza - wokal, VJ
- Javier Casalla - skrzypce
- Gabriel Casacuberta - gitara basowa
- Adrian Sosa - perkusja

## Dyskografia
- Bajofondo Tango Club (2002)
- Bajofondo presents: Supervielle (2004) - solowy projekt Luciano Supevielle
- Bajofondo Remixed (2006)
- Mar Dulce (2007)